# Мінімальний термометр

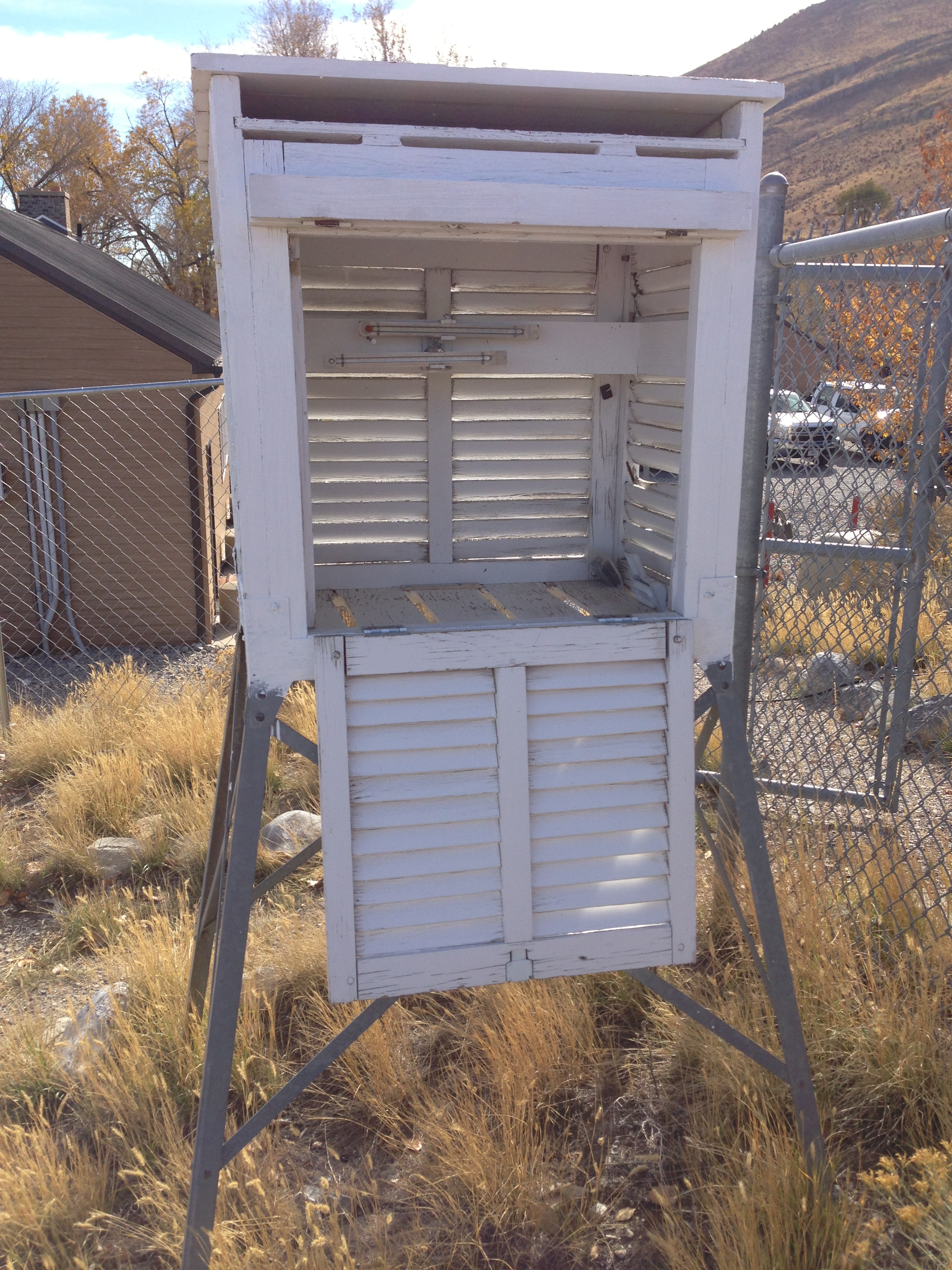
Мінімальний і максимальний термометр на метеостанції

Мінімальний термометр - спиртовий термометр для визначення найнижчої температури між двома термінами спостереження. В капілярі термометра знаходиться легкий штифт з потовщеннями на кінцях. При зниженні температури штифт захоплюється меніском спирту, що опускається внаслідок сили поверхневого натягу. При підвищенні температури штифт залишається на місці і показує мінімальну температуру. 
Окрім максимального термометра, сухого та вологого термометрів, мінімальний термометр є частиною стандартного обладнання метеорологічної станції, яка використовується метеорологічними службами в усьому світі. Розміщується на певній відстані над землею, у захищеному від сонця і дощу місці.
Використовується також для вимірювання мінімальної температури ґрунту. 

## Виробництво
- ПАТ "Склоприлад"[4]
- ВАТ "Термоприлад"